# Trois Jours à vivre (film, 2006)
Ne doit pas être confondu avec Trois Jours à vivre (film, 1958).
Pour plus de détails, voir Fiche technique et Distribution.
Trois Jours à vivre (In 3 Tagen bist du tot, litt. "Dans 3 jours, tu es mort" en allemand) est un film d'horreur autrichien écrit et réalisé par Andreas Prochaska, sorti en 2006.
Il poursuivra une suite intitulée Trois Jours à vivre 2 (In 3 Tagen bist du tot 2) du même réalisateur en 2008 dans lequel reviennent les deux survivantes du premier, dont l'une part à la recherche de l'autre étant disparue.

## Synopsis
À Ebensee en Autriche, cinq jeunes adolescents inséparables depuis l'école primaire reçoivent chacun un message texte disant "Dans 3 jours, tu es mort !" sans en parler, pensant que c'est une simple plaisanterie. Ensemble, ils fêtent leur examen passé dans une boîte de nuit. Nina s'inquiète depuis la disparition de son petit-ami Martin avant qu'elle ne l'aperçoive, le lendemain, mort noyé, ligoté sous le lac…

## Fiche technique
- Titre original : In 3 Tagen bist du tot
- Titre international : Dead in 3 Days
- Titre français : Trois Jours à vivre
- Réalisation : Andreas Prochaska
- Scénario : Andreas Prochaska et Thomas Baum
- Décors : Claus-Rudolf Amler
- Costumes : Max Wohlkönig
- Photographie : David Slama
- Son : Johannes Konecny
- Montage : Karin Hartusch
- Musique : Matthias Weber
- Production : Helmut Grasser
- Société de production : Allegro Film
- Société de distribution : Luna Filmverleih GmbH (Autriche), Alliance (Canada)
- Budget : 2 000 000 euros
- Pays d'origine : Autriche
- Langue officielle : allemand
- Format : couleur – 1.85 : 1 – son Dolby Digital – 35 mm
- Durée : 97 minutes
- Genre : horreur
- Dates de sortie :
  -  Autriche : 22 septembre 2006
  -  Canada : 16 juillet 2007
  -  France : 27 mars 2012 (TV, Orange ciné choc)

## Distribution
- Sabrina Reiter : Nina
- Julia Rosa Stöckl : Mona
- Michael Steinocher : Clemens
- Nadja Vogel : Alex
- Laurence Rupp : Martin
- Julian Sharp : Patrick
- Konstantin Reichmuth : Fabian Haas
- Amelie Jarolim : Kerstin
- Michou Friesz : Elisabeth
- Susi Stach : Erika Haas
- Michael Rastl : Manfred Haas
- Coco Huemer : Nina (Kind)
- Jakob Prochaska : Chuck

## Production
Le budget étant à 2 000 000 euros, les scènes du tournage ont été filmées entre août 2005 et septembre 2006 à Bad Ischl dans le Salzkammergut et son lac Traunsee en plein Sud de la Haute-Autriche, ainsi que Vienne en Autriche.

## Sortie
In 3 Tagen bist du tot est sorti le 22 septembre 2006 en Autriche. En France, il n'est diffusé qu'à la télévision, le 27 mars 2012, sur la chaîne Orange ciné choc.